# CV Venus 5300
Die vier Einheiten des Typs CV Venus 5300 der Leeraner Reederei Buss sind die Containerschiffe mit der größten Containerkapazität der alten Panamax-Größe.

## Geschichte
Die Baureihe wurde ab Mitte 2008 von der chinesischen Werft Zhejiang Ouhua Shipbuilding in Zhoushan gebaut und bis Mitte 2010 in einer Auflage von vier Schiffen abgeliefert. Auftraggeber der Baureihe war die in Leer ansässige Reederei Buss. Die auftraggebende Reederei konzipierte die Schiffe in Zusammenarbeit mit dem Konstruktionsbüro Neptun – Stahlkonstruktions Gesellschaft und der Bauwerft. Die vier Schiffe des Typs wurden im Liniendienst der chilenischen Reederei Compañía Sud Americana de Vapores (CSAV) eingesetzt. Bei Buss waren die Schiffe bis 2015 in Fahrt, danach wurden sie bis 2021 von Peter Döhle aus Hamburg übernommen.

## Technik
Die Doppelhüllenschiffe der Panamax-Größe unterscheiden sich schiffbaulich durch eine Reihe von Innovationen und Details von der Mehrzahl der gleich großen herkömmlichen Containerschiffe. So ist das Deckshaus weit vorne angeordnet, was einen verbesserten Sichtstrahl und somit eine höhere vordere Decksbeladung ermöglicht. Unterhalb des Aufbaus sind unter anderem die Bunkertanks angeordnet, um neueste MARPOL-Vorschriften zu erfüllen. Herausstechend ist auch die leistungsfähige Antriebsanlage mit dem so weit wie möglich achtern angeordneten Zweitakt-Diesel-Hauptmotortyp Doosan-Wärtsilä 7RT-flex 96C (Sulzer-Design). Zur elektrischen Energieversorgung stehen neben einem Notgenerator mit 475 kW, drei Dieselgeneratoren mit je 5760 kW, einer mit 5130 kW und ein Wellengenerator mit 3223 kW zur Verfügung. Die Laderäume der Schiffe werden mit Pontonlukendeckeln verschlossen. Die Schiffe haben eine maximale Containerkapazität von 5301 TEU, bei einem durchschnittlichen Containergewicht von vierzehn Tonnen verringert sich die Kapazität auf 3360 Einheiten. Weiterhin sind 1200 Anschlüsse für Integral-Kühlcontainer vorhanden, von denen 545 im Laderaum gestaut werden können.

## Die Schiffe
Es wurden vier baugleiche Schiffe der Bauserie vom Stapel gelassen:
| Venus 5300                  | Venus 5300  | Venus 5300 | Venus 5300                                     | Venus 5300                                                                                              |
| Bauname / Reedereiname      | Bau- nummer | IMO-Nummer | Kiellegung Stapellauf Ablieferung              | Umbenennungen und Verbleib                                                                              |
| --------------------------- | ----------- | ---------- | ---------------------------------------------- | --- |
| Medondra / Choapa Trader    | 515         | 9407885    | 30. Juni 2008 28. November 2008 4. Juni 2009   | CSAV Rio de Janeiro (2009) → Choapa Trader (2014) → Bernadette (2016) → GSL Kithira (2021), so in Fahrt |
| Medbaffin / Sonche Trader   | 516         | 9437048    | 30. Juni 2008 30. März 2009 12. September 2009 | CSAV Suape (2009) → Sonche Trader (2014) → Blandine (2016) → GSL Tripolis (2021), so in Fahrt           |
| Mederie / Amazonas Trader   | 517         | 9437050    | 30. Juni 2008 11. Juli 2009 25. Januar 2010    | CSAV Recife (2010) → Amazonas Trader (2014) → Barbara (2015) → GSL Tinos (2021), so in Fahrt            |
| Medsuperior / Vargas Trader | 518         | 9437062    | 30. Juni 2008 6. November 2009 17. Mai 2010    | CSAV Brasilia (2010) → Vargas Trader (2015) → Balbina (2016) → GSL Syros (2021), so in Fahrt            |
| Daten: Equasis              |             |            |                                                | |